# Condado de Nariva
El Condado de Nariva (en inglés: Nariva County) es un condado en Trinidad y Tobago. Se encuentra en el este de la isla de Trinidad, al sur de Saint Andrew (San Andrés) y al norte de Mayaro , al oeste esta el condado de Victoria y al noroeste el de Sanit George (San Jorge). El límite sur del sector se encuentra a lo largo del río Ortoire y el límite occidental esta en la Bahía de Cocos (más comúnmente conocida como Bahía Manzanilla). Las ciudades de Río Claro y Ecclesville se encuentran en el condado de Nariva. El pantano de Nariva se encuentra en la parte oriental de la región.
El Condado de Nariva cubre 166 km² (64 millas cuadradas) y se divide en dos áreas, Charuma y Cocal. El nombre Nariva es de origen amerindio.
Hasta 1990 Nariva se administró junto con el condado de Mayaro por el Consejo del Condado de Nariva - Mayaro . Desde entonces, el condado se ha dividido entre la  Corporación Regional de Sangre Grande y la Corporación Regional de Río Claro- Mayaro.